# عملة ميم
عملة ميم أو ميم كوين (بالإنجليزية: meme coin) هي عملات معماة، مستوحاة من الميم أو النكات على الإنترنت.

## التاريخ
تعتبر عملة دجكوين أول عملة ميم تم إنشائها عام 2013 من قبل مهندسي البرمجيات، وهي مستوحاة من الميم الشهير للكلب الياباني «شيبا». يمكن استخدامها بالمعنى الواسع كنقد لسوق العملات المشفرة في مجمله، ومن ناحية أخرى، يلاحظ المؤيدون أن بعض عملات الميم قد تصل إلى قيمة سوقية عالية مثلما حدث مع عملة الشيبا إينو.
في أكتوبر من عام 2021 كان هناك حوالي 124 عملة ميم متداولة في السوق، واشهرها عملتي دجكوين وشيبا إينو. اتخذت بعض البلدان خطوات لتنظيم عملات الميم، حيث حظرت لجنة الأوراق المالية والبورصات في تايلاند عملات الميم في أوائل عام 2021 كجزء من حملة على السلع الرقمية «سلع بدون هدف أو مضمون واضح».

## الشعبية
ارتفعت شعبية عملات الميم منذ أن أيد إيلون ماسك استخدام عملة دوجكوين.